# Liste des gares de la ligne de Petite Ceinture
La liste des gares de la ligne de Petite Ceinture recense les gares de cette ligne ferroviaire située à Paris, en France.

## Statistiques
La ligne de Petite Ceinture a compté jusqu'à une trentaine de gares,, depuis l'ouverture des premiers tronçons en 1854 jusqu'à sa fermeture en 1934. La plupart accueillaient des voyageurs, mais d'autres étaient réservées au trafic des marchandises.
Plusieurs gares de l'ancienne ligne d'Auteuil, dans l'ouest de Paris, sont actuellement réutilisées par la ligne de RER C. Les autres sont soit désaffectées (leurs bâtiments pouvant avoir été reconvertis), soit détruites.

## Liste
Cette liste dénombre les différentes gares de la ligne ferroviaire de Petite Ceinture,. La numérotation débute dans le 16e arrondissement et se poursuit dans le sens des aiguilles d'une montre, jusqu'au 15e arrondissement.
| 1 2 3 4 5 6 7 8 9 10 11 12 13 14 15 16 17 18 19 20 21 22 23 24 25 26 27 28 29 30 31 32 33 34 35 36 |

| #  | Gare                                    | Arrt | Nature                    | État actuel                                               | Observations | Emplacement | Vue ancienne | Vue actuelle |
| -- | --------------------------------------- | ---- | ------------------------- | --------------------------------------------------------- | --- | --- | ------------ | ------------ |
| 1  | Point-du-Jour                           | 16e  | voyageurs                 | détruite                                                  | intersection du boulevard Exelmans et de l'avenue de Versailles                                                   | 17 boulevard Exelmans 48° 50′ 27″ nord, 2° 15′ 55″ est                                                                                         |              |              |
| 2  | Auteuil-Boulogne                        | 16e  | voyageurs                 | réhabillitée                                              | immeuble d'habitation depuis 2016                                                                                 | 78 rue d'Auteuil 48° 50′ 54″ nord, 2° 15′ 36″ est                                                                                              |              |              |
| 3  | Passy-la-Muette                         | 16e  | voyageurs                 | réhabillitée                                              | restaurant (Andia)                                                                                                | 19 chaussée de la Muette 48° 51′ 29″ nord, 2° 16′ 21″ est                                                                                      |              |              |
| 4  | Avenue Henri-Martin                     | 16e  | voyageurs                 | en service                                                | gare de l'avenue Henri-Martin du RER C                                                                            | 4 place Tattegrain 48° 51′ 51″ nord, 2° 16′ 20″ est                                                                                            |              |              |
| 5  | Avenue du Bois- de-Boulogne             | 16e  | voyageurs                 | en service                                                | gare de l'avenue Foch du RER C                                                                                    | 85 avenue Foch 48° 52′ 14″ nord, 2° 16′ 31″ est                                                                                                |              |              |
| 6  | Neuilly-Porte Maillot                   | 17e  | voyageurs                 | en service                                                | gare de Neuilly - Porte Maillot du RER C                                                                          | 82 avenue de la Grande-Armée 48° 52′ 40″ nord, 2° 17′ 03″ est                                                                                  |              |              |
| 7  | Courcelles-Levallois                    | 17e  | voyageurs                 | en service                                                | gare de Pereire - Levallois du RER C                                                                              | 4 bis place du Maréchal-Juin 48° 53′ 07″ nord, 2° 17′ 53″ est                                                                                  |              |              |
| 8  | Courcelles-Ceinture                     | 17e  | voyageurs                 | détruite                                                  | raccordement avec la ligne d'Auteuil                                                                              | angle des rues Verniquet et Alfred-Roll 48° 53′ 10″ nord, 2° 17′ 59″ est                                                                       |              |              |
| 9  | Batignolles                             | 17e  | voyageurs                 | en service (le quai de la ligne d'Auteuil est désaffecté) | gare de Pont-Cardinet (correspondance pour Paris-Saint-Lazare jusqu'en 1922)                                      | 145 rue Cardinet 48° 53′ 16″ nord, 2° 18′ 51″ est                                                                                              |              |              |
| 10 | Avenue de Clichy                        | 17e  | voyageurs                 | détruite                                                  | gare souterraine de la Porte de Clichy du RER C                                                                   | 190 avenue de Clichy 48° 53′ 39″ nord, 2° 18′ 54″ est                                                                                          |              |              |
| 11 | Avenue de Saint-Ouen                    | 18e  | voyageurs                 | réhabilitée                                               | café et espace culturel Le Hasard Ludique depuis 2017                                                             | 128 avenue de Saint-Ouen 48° 53′ 45″ nord, 2° 19′ 43″ est                                                                                      |              |              |
| 12 | Boulevard Ornano                        | 18e  | voyageurs                 | à réhabilliter                                            | café et lieu de vie La REcyclerie depuis 2014                                                                     | 81 boulevard Ornano 48° 53′ 51″ nord, 2° 20′ 39″ est                                                                                           |              |              |
| 13 | La Chapelle- Saint-Denis                | 18e  | voyageurs                 | détruite                                                  | sous la Porte de la Chapelle, en correspondance avec les voies de Paris-Nord                                      | 165 rue de la Chapelle 48° 53′ 54″ nord, 2° 21′ 19″ est                                                                                        |              |              |
| 14 | Est-Ceinture                            | 19e  | triage et voyageurs       | détruite                                                  | • en correspondance avec les voies de Paris-Est • actuelle gare Rosa-Parks                                        | entre les rues Curial et d'Aubervilliers et le boulevard Macdonald 48° 53′ 47″ nord, 2° 22′ 25″ est                                            |              |              |
| 15 | Pont-de-Flandre                         | 19e  | voyageurs                 | à réhabiliter                                             | club de jazz et café-restaurant depuis 2017                                                                       | 1 avenue Corentin-Cariou 48° 53′ 43″ nord, 2° 22′ 53″ est                                                                                      |              |              |
| 16 | Paris-Bestiaux et Paris-Abattoirs,      | 19e  | bétail                    | détruites                                                 | Parc de la Villette (est et nord)                                                                                 | entre le boulevard Sérurier et le canal de l'Ourcq 48° 53′ 37″ nord, 2° 23′ 27″ est                                                            |              |              |
| 17 | Belleville-Villette                     | 19e  | marchandises et voyageurs | détruite                                                  | immeuble d'habitation de la SNCF                                                                                  | 4 rue de Lorraine 48° 53′ 10″ nord, 2° 23′ 06″ est                                                                                             |              |              |
| 18 | Ménilmontant                            | 20e  | voyageurs                 | détruite                                                  | • immeuble d'habitation depuis 1984 • la passerelle franchissant la rue de la Mare existe toujours                | 9 rue de la Mare 48° 52′ 13″ nord, 2° 23′ 18″ est                                                                                              |              |              |
| 19 | Charonne                                | 20e  | voyageurs                 | à réhabiliter                                             | salle de concert La Flèche d'or de 1995 à 2016                                                                    | 102 bis rue de Bagnolet 48° 51′ 34″ nord, 2° 24′ 11″ est                                                                                       |              |              |
| 20 | Rue d'Avron                             | 20e  | voyageurs                 | réhabilitée                                               | maison d'habitation                                                                                               | 4 rue Ferdinand-Gambon 48° 51′ 12″ nord, 2° 24′ 27″ est                                                                                        |              |              |
| 21 | Charonne-Marchandises                   | 20e  | marchandises              | détruite                                                  | la rampe d'accès longait la gare Avenue de Vincennes du côté est                                                  | entre le boulevard Davout, les rues de Lagny et du Volga 48° 50′ 59″ nord, 2° 24′ 36″ est                                                      |              |              |
| 22 | Avenue de Vincennes                     | 20e  | voyageurs                 | désaffectée                                               | | 101 cours de Vincennes 48° 50′ 52″ nord, 2° 24′ 35″ est                                                                                        |              |              |
| 23 | Bel-Air-Ceinture                        | 12e  | voyageurs                 | détruite                                                  | correspondance avec la ligne de la Bastille                                                                       | 27 rue de Montempoivre 48° 50′ 25″ nord, 2° 24′ 28″ est                                                                                        |              |              |
| 24 | Rue Claude Decaen                       | 12e  | voyageurs                 | détruite                                                  | | 11 rue Claude-Decaen 48° 50′ 02″ nord, 2° 24′ 03″ est                                                                                          |              |              |
| 25 | La Rapée-Bercy                          | 12e  | triage et voyageurs       | détruite                                                  | gare de triage ouverte ensuite aux voyageurs                                                                      | 5 boulevard Poniatowski 48° 49′ 46″ nord, 2° 23′ 23″ est                                                                                       |              |              |
| 26 | Orléans-Ceinture                        | 13e  | voyageurs                 | à réhabiliter                                             | • renommée gare du boulevard Masséna • doit accueillir un lieu de production agricole et un restaurant biologique | 1 rue Regnault 48° 49′ 32″ nord, 2° 22′ 48″ est                                                                                                |              |              |
| 27 | Paris-Gobelins                          | 13e  | marchandises              | désaffectée                                               | | 103 rue de Tolbiac 48° 49′ 26″ nord, 2° 22′ 00″ est                                                                                            |              |              |
| 28 | La Maison-Blanche                       | 13e  | voyageurs                 | détruite                                                  | future station Maison-Blanche de la ligne 14 du métro                                                             | 131 avenue d'Italie 48° 49′ 19″ nord, 2° 21′ 32″ est                                                                                           |              |              |
| 29 | La Glacière-Gentilly                    | 13e  | marchandises              | détruite                                                  | promenade | entre la rue des Longues-Raies, le boulevard Kellermann, la rue Brillat-Savarin, la place et la rue de Rungis 48° 49′ 18″ nord, 2° 20′ 43″ est |              |              |
| 30 | Parc de Montsouris                      | 13e  | voyageurs                 | détruite                                                  | immeuble d'habitation                                                                                             | angle des rues de l'Amiral-Mouchez (n° 78) et Liard 48° 49′ 17″ nord, 2° 20′ 35″ est                                                           |              |              |
| 31 | Montrouge-Ceinture                      | 14e  | voyageurs                 | réhabilitée                                               | café et lieu culturel Poinçon depuis 2019,                                                                        | 124-126 avenue du Général-Leclerc 48° 49′ 29″ nord, 2° 19′ 32″ est                                                                             |              |              |
| 32 | Ouest-Ceinture                          | 14e  | voyageurs                 | réhabilitée                                               | bureaux depuis 2014                                                                                               | 232 rue Vercingétorix 48° 49′ 45″ nord, 2° 18′ 22″ est                                                                                         |              |              |
| 33 | Abattoirs de Vaugirard (Paris-Brancion) | 15e  | bétail                    | détruite                                                  | • desservait les abattoirs de Vaugirard • parc Georges-Brassens depuis 1985                                       | entre les rues Brancion, des Morillons, de Dantzig et des Périchaux 48° 49′ 53″ nord, 2° 18′ 00″ est                                           |              |              |
| 34 | Vaugirard                               | 15e  | voyageurs                 | réhabilitée                                               | espace de cotravail depuis 2021                                                                                   | 397 rue de Vaugirard 48° 50′ 00″ nord, 2° 17′ 25″ est                                                                                          |              |              |
| 35 | Grenelle                                | 15e  | voyageurs                 | désaffectée                                               | | place Balard 48° 50′ 22″ nord, 2° 16′ 15″ est                                                                                                  |              |              |
| 36 | Grenelle-Marchandises                   | 15e  | marchandises              | détruite                                                  | Hôpital européen Georges-Pompidou depuis 2000                                                                     | rue Leblanc 48° 50′ 17″ nord, 2° 16′ 21″ est                                                                                                   |              |              |